# Przewlekłe zapalenie krtani
Przewlekłe zapalenie krtani (łac. laryngitis chronica) – przewlekła choroba zapalna błony śluzowej krtani o różnorodnej etiologii.

## Zapalenia swoiste
Przewlekłe zapalenie krtani według tradycyjnego podziału dzieli się na swoiste i nieswoiste. Do swoistych zapaleń należą zapalenie gruźlicze krtani oraz rzadko dziś występujące zapalenie kiłowe krtani.

### Zapalenie gruźlicze
W zapaleniu gruźliczym do zakażenia prątkami dochodzi najczęściej z aktywnych ognisk gruźlicy w płucach, które dostają się do krtani z plwociną. W zaawansowanym stadium choroby w laryngoskopii widoczny jest charakterystyczny obraz ziarniniaków i owrzodzeń. Występuje chrypka, kaszel oraz ból krtani promieniujący do ucha. Leczenie polega na podawaniu leków przeciwprątkowych.

## Zapalenie nieswoiste
Przewlekłe nieswoiste zapalenie krtani jest wynikiem długotrwałego stanu zapalnego w obrębie krtani powodującego trwałe zmiany w błonie śluzowej. W zależności od typu zapalenia może dochodzić do przerostu lub zaniku śluzówki (określanego jako przerostowe lub zanikowe przewlekłe zapalenie krtani).

### Przyczyny
- czynniki drażniące pochodzenia zewnętrznego (palenie tytoniu, spożywanie alkoholu, niekorzystne warunki klimatyczne, substancje drażniące)
- nadużywanie lub nieodpowiednie używanie głosu
- zaburzenia drożności nosa
- częste lub przewlekłe zakażenia dróg oddechowych (przewlekłe zapalenie zatok, migdałków, oskrzeli)
- refluks żołądkowo-przełykowy (ang. GERD – gastro-oesophageal reflux)
- alergia

### Objawy
- chrypka, dysfonia, suchy kaszel przez wiele miesięcy
- uczucie dyskomfortu w krtani z potrzebą odksztuszania
- zaczerwienienie i pogrubienie strun głosowych w laryngoskopii
- w badaniu histopatologicznym przerostowego przewlekłego zapalenia krtani:
  - pogrubienie nabłonka z keratynizacją, akantocytozą, parakeratozą i dyskeratozą
- w endoskopii miejsca rogowacenia widoczne jako szare zmiany
- w zapaleniu zanikowym gruczoły śluzowe zanikają, a błona śluzowa włóknieje

### Leczenie
Leczenie przewlekłego nieswoistego zapalenia krtani polega przede wszystkim na eliminacji czynników wywołujących. Należy unikać toksyn wziewnych oraz, co wiąże się z bezwzględnym zakazem palenia tytoniu oraz może wymagać także zmiany zanieczyszczonego środowiska pracy lub miejsca zamieszkania. Ważny jest odpoczynek głosowy, w przypadku nieodpowiedniego używania głosu konieczna może być terapia głosowa. Przy upośledzonej drożności nosa dąży się do poprawy jego drożności. Antybiotykoterapia jest zalecana, jeśli przewlekły stan zapalny ma źródło w niedoleczonym zakażeniu bakteryjnym. Istotne jest także wykluczenie bądź leczenie choroby refluksowej przełyku.
W przypadku rozpoznania przewlekłego przerostowego zapalenia ważna jest regularna kontrola laryngologiczna, ponieważ stanowi ono jedno ze stanów przedrakowych w rozwoju raka krtani.

## Klasyfikacja ICD10
| kod ICD10     | nazwa choroby                                      |
| ------------- | -------------------------------------------------- |
| ICD-10: J37   | Przewlekłe zapalenie krtani oraz krtani i tchawicy |
| ICD-10: J37.0 | Przewlekłe zapalenie krtani                        |
| ICD-10: J37.1 | Przewlekłe zapalenie krtani i tchawicy             |